# Solar Nunes Leite
O Solar Nunes Leite é uma das construções mais antigas de Maceió. Foi construído no final do século XIX pelo Comendador Jacintho Nunes Leite.
O solar foi construído entre 1880 e 1890 em estilo colonial pelo comendador Jacintho Nunes Leite no antigo Sítio da Capelinha do Bebedouro. Em 1833 o local foi habitado pelo antigo presidente da província de Alagoas, Manoel Lobo Miranda Henriques, pai do primeiro ministro do interior da República, Aristides Lobo. O comendador é considerado como o fundador do bairro de Bebedouro (Antigo Sítio da Capelinha do Bebedouro) em Maceió.
Existe a possibilidade do solar ter sido construído pelo comendador antes de 1890.
O solar teve iluminação à gás e água encanada. Foi a residência do comendador desde a construção até a sua morte em 1914, quando se tornou a residência do seu filho, Dr. Antonio Nunes Leite. Depois o Solar passou a pertencer ao seu neto, Dr. Antonio Ricardo Nunes Leite.
No final de 2022 o solar começou a passar por reformas devido a um acordo socioambiental assinado em 2020.
O solar esta situado na zona de risco de afundamento do solo de Maceió.O solar se tornou uma zona de proteção de patrimônio histórico por meio do acordo socioambiental realizado na região.